# 三點婆婆
三點婆婆（日语：／ Sanji Baba-），是日本學校怪談都市傳說的一種。

## 概要
下午3點（也有認為是純位數的3點33分33秒的）在學校廁所的門會變得打不開，如果繼續嘗試想要打開門的話，將會聽到不知道從哪來的老婆婆的聲音。
傳聞這是關於鳥取縣的小學在1973年（昭和48年）年到1979年（昭和54年），3樓的女廁所的第3間在3點發生的現象。據說老婆婆的真面目其實是因為3樓走廊的牆上有漏雨而產生的斑點，當教師用油漆把這個斑點塗掉之後，這次變成是在1樓的廁所發生這個現象。
根據地方不同，也衍生出多種不同的變形故事，最具有代表性的是「4點出現的四點婆婆」，由於跟四次元空間產生連結，於是被稱呼為「四次元婆婆」，被認為會把小孩子拖入四次元空間等。
另外也有人認為，是因為糞便在關西地區的通稱ババ与婆婆发音相似而產生的聯想。

## 腳註
1. ↑  松谷美代子. . 筑摩文庫（日语：ちくま文庫）. 筑摩書房. 2003: 117–118頁. ISBN 978-4-480-03817-3.

## 相關項目
- 怪談
- 紫婆婆（日语：紫ババア）
- 四點婆婆（日语：ヨジババ）